# 55223 Akiraifukube
55223 Akiraifukube este o planetă minoră (asteroid) din centura de asteroizi. A fost descoperită pe 12 septembrie 2001 la Goodricke-Pigott Observatory⁠(d) de Roy A. Tucker⁠(d) și a fost numită după Akira Ifukube⁠(d). 
Obiectul prezintă o orbită caracterizată de o semiaxă mare de 2,5899295130511 UAi, o excentricitate de 0,15, o înclinație de 3,5 ° în raport cu ecliptica.